# Championnat des Îles Salomon de football 2020-2021
Navigation
Saison précédente Saison suivante
La saison 2020-2021 du Championnat des Îles Salomon de football est la dix-septième édition de la Telekom S-League, le championnat de première division aux Îles Salomon. La compétition se dispute sous la forme d'une poule unique où toutes les équipes se rencontrent à deux reprises.
C'est Henderson Eels FC qui remporte le championnat après avoir terminé en tête du classement final. Il s’agit du premier titre de champion des Salomon de l'histoire du club.

## Les clubs participants
- Henderson Eels FC
- Kossa FC
- Real Kakamora
- Malaita Kingz FC
- Solomon Warriors
- Marist FC
- FC Isabel United
- Laugu United FC
- Central Coast - nouveau club
- Honiara City - nouveau club
- Southern United  - nouveau club

## Compétition
Le barème de points servant à établir le classement se décompose ainsi :
- Victoire : 3 points
- Match nul : 1 point
- Défaite : 0 point

### Phase régulière
| Rang | Équipe            | Pts | J  | G  | N | P  | Bp | Bc  | Diff |
| ---- | ----------------- | --- | -- | -- | - | -- | -- | --- | ---- |
| 1    | Henderson Eels FC | 50  | 20 | 16 | 2 | 2  | 97 | 15  | +82  |
| 2    | Solomon WarriorsT | 49  | 20 | 16 | 1 | 3  | 71 | 21  | +50  |
| 3    | Central Coast FC  | 38  | 20 | 11 | 5 | 4  | 35 | 15  | +20  |
| 4    | FC Isabel United  | 32  | 20 | 9  | 5 | 6  | 54 | 37  | +17  |
| 5    | Honiara City      | 29  | 20 | 7  | 8 | 5  | 33 | 31  | +2   |
| 6    | Laugu United FC   | 29  | 20 | 8  | 5 | 7  | 32 | 39  | -7   |
| 7    | Marist FC         | 25  | 20 | 7  | 4 | 9  | 35 | 37  | -2   |
| 8    | Real Kakamora     | 23  | 20 | 7  | 2 | 11 | 34 | 51  | -17  |
| 9    | Southern United   | 18  | 20 | 6  | 0 | 14 | 32 | 62  | -30  |
| 10   | Kossa FC          | 17  | 20 | 4  | 5 | 11 | 33 | 59  | -26  |
| 11   | Malaita Kingz FC  | 1   | 20 | 0  | 1 | 19 | 20 | 109 | -89  |

|  | Qualification pour la Ligue des champions de l'OFC 2021 |
|  | Relégation en deuxième division                         |
|  | T : Tenant du titre                                     |

## Bilan de la saison
| Championnat des Îles Salomon de football 2020-2021                        |                               |
| Champion                                                                  | Henderson Eels FC (1er titre) |
| Qualifications continentales                                              |                               |
| Ligue des champions de l'OFC 2021                                         | Henderson Eels FC             |
| Ligue des champions de l'OFC 2021                                         | Solomon Warriors              |
| Promotions et relégations                                                 |                               |
| Promus en Telekom S-League                                                | Waneagu United                |
| Promus en Telekom S-League                                                | Kula FC                       |
| Relégués en Championnat des Îles Salomon de football de deuxième division | Malaita Kings FC              |